# Do 24水上偵察機
Dornier Do 24是服役於1930年代納粹德國空軍的一款三引擎式飛艇，由都尼爾針對海上巡逻與海空搜救等需求設計出來的。 根據都尼爾記錄顯示，某些Do 24飛艇在服役期間總共營救12,000人員。在1937年-1945年期間總共量產279架。

## 設計與開發
都尼爾 Do 24是為了滿足荷蘭海軍需求並汰換遠在荷屬東印度服役的都尼爾 Wal所提出的計畫案。 它採用全金屬單翼機並採用廣樑支撐的船殼結構並強化穩定故加裝安定翼，該機動力來源來自三具故定於機翼上面的星型發動機。 首批飛機是配備447 kW (600 hp)容克 Jumo 205C柴油發動機s。 由於為了增加與B-10轟炸機的後勤共通性，第二批則配備652 kW (875 hp)652 kW (875 hp)寇蒂斯-萊特-1820-F52暴風式發動機，第三批飛機則於1937年7月3日進行首飛。六架編號(編號：Do 24K-1)在德國生產的荷蘭飛機，接下來的飛機(編號：Do 24K-2)則是在取得生產執照的艾威爾蘭達在荷蘭繼續生產。
只有25架飛機是荷蘭未被德國佔領前由艾威爾蘭達生產出廠的。 納粹德國空軍對這些已完成或未完成的飛機甚感興趣。荷蘭生產線在德國佔領下持續生產該機。25架中的前11架機身是採用荷蘭採購的萊特暴風式發動機，後面的14架飛機則選用BMW 不拉姆 323型R-2發動機。 接下來的159架 Do 24(編號：'Do 24T-1)飛機是在被佔領的情況下量產的。
在德國佔領法國期間於萨特鲁维尔額外對Do 24建立一條生產線。該生產線主要是由SNCA負責生產額外48架Do 24s。之後在維希法國時代，又生產40架Do 24s並在法國海軍服役至1952年。

## 服役與作戰

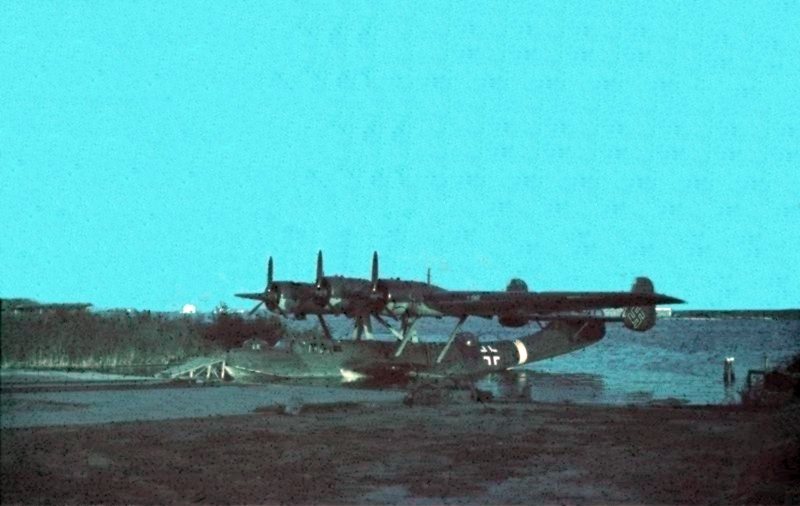
1941年一架在羅馬尼亞的Do 24

37架荷蘭與德國生產的Do 24s在1940年6月德國佔領荷蘭前被送往荷屬東印度群島。 在大戰爆發之後，這些飛機皆標誌了三色型圓標。為了避免與英法兩國的標誌混淆，荷蘭軍機的標誌改為黑色為底橘三角的圖案。 之後在蘭印作戰時，1942年2月之後六架殘存的Do 24s加入了 皇家澳大利亞空軍。 在1944年時該機幾乎都在新幾內亞進行軍事空運，這讓Do 24成為少數在大戰期間軍事衝突雙方都有服役過的飛機。
在大戰期間，德國Do 24曾進行在瑞典進行一次緊急迫降，並被扣留以做賠償並在瑞典空軍服役到1952年。
在1944年，12架荷蘭量產的Do 24s交付給予往西班牙以換取被擊落雙方飛行員可以安然回到祖國的協定。戰後在西班牙發現到少數法製的Do 24s。 西班牙的Do 24s最後服役到1967年或者更晚。 在1971年，最後幾架西班牙Do 24s的其中之一是回到位於波登湖的都尼爾基金會作永久成列。

## Do 24 各種機型
Do 24K-1

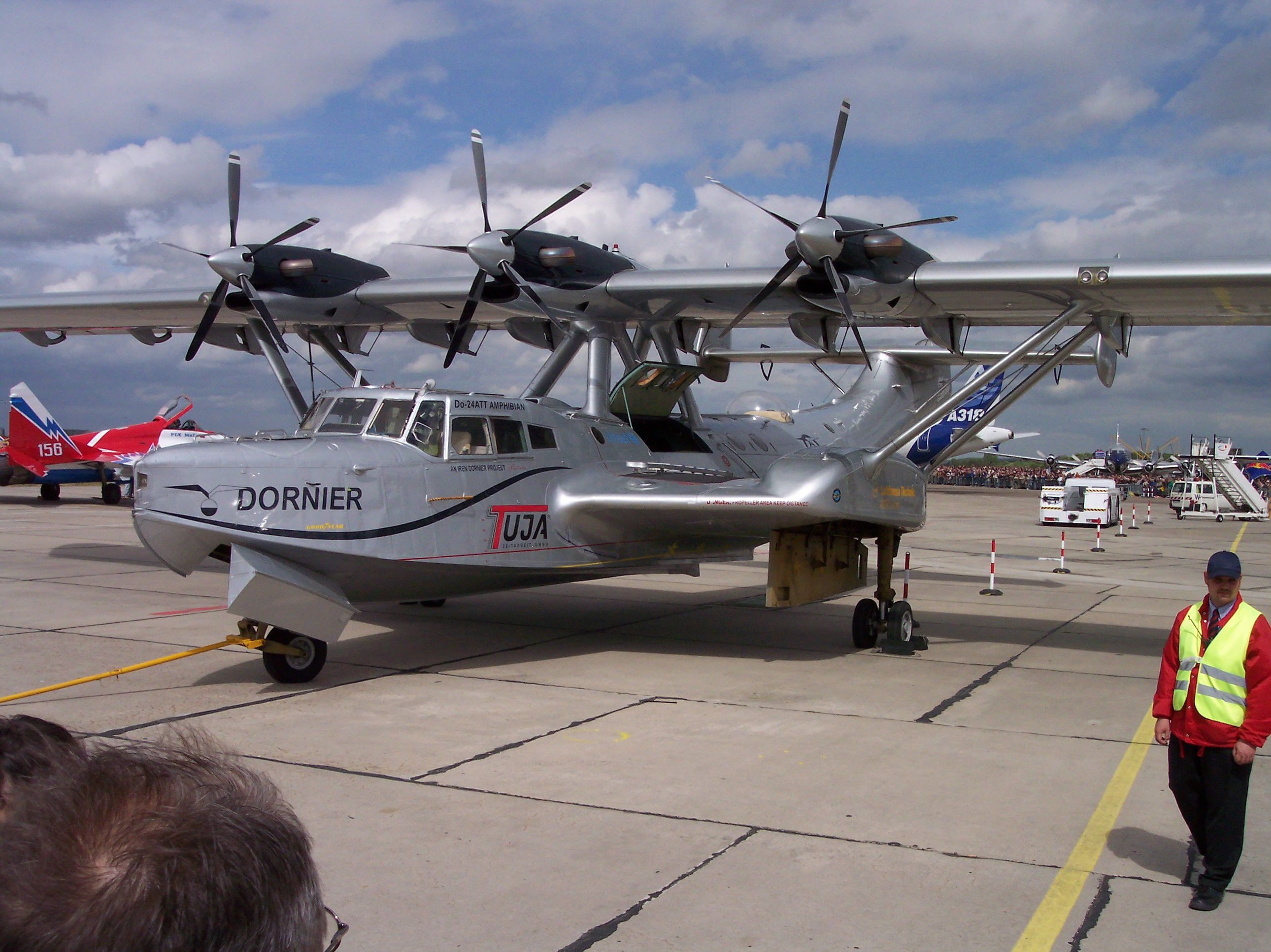
The restored and re-engined Do-24 ATT

瑞士空軍機型 & 荷蘭獲得該機量產執照，只有量產36架。
Do 24K-2
荷蘭量產機型，發動機：3具746 kW (1,000 hp) Wright R-1820-G102，只有量產1架。
Do 24N-1
荷蘭量產Do 24K-2機型，納粹德國空軍版本，發動機：3具746 kW (1,000 hp)Wright R-1820-G102，只有修改11架。
Do 24T-1
法國量產機型，只有量產48架。
Do 24T-1
荷蘭為德國空軍量身訂製，發動機：3具BMW Bramo 323R-2，只有量產159架(including T-2 and T-3)。
Do 24T-2
Do 24T-1小規模修改型。
Do 24T-3
Do 24T-1小規模修改型。
Do 24 ATT
戰後重新量產型，發動機：3具普惠加拿大PT6A-45渦輪螺旋槳發動機，只有量產1架。
Do 318
一架Do 24T於1944年修改加裝邊界層控制系統。

## Operators
- 皇家澳大利亞空軍

 法國
- 法國空軍 (戰後)

 納粹德國
- 納粹德國空軍

 荷蘭
- Netherlands Naval Aviation Service

 瑞典
- 瑞典空軍（英语：Swedish Air Force）

## Survivors

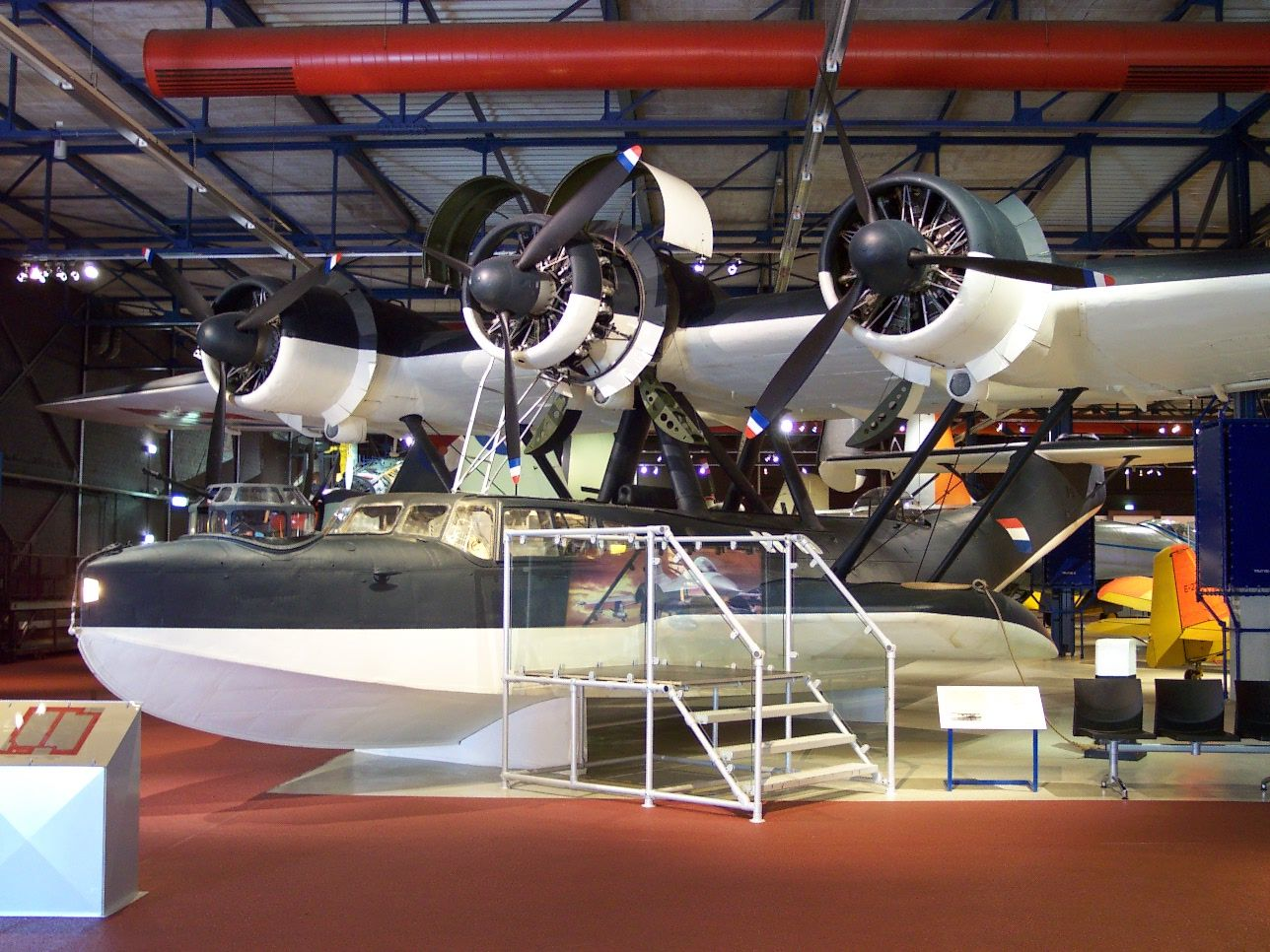
Dornier Do 24 on Display

Four complete aircraft survive:
- Do-24 ATT在2004年2月時，一架完整復原的Do-24，應聯合國兒童基金會之邀，為了協助菲律賓的兒童，為目的進行一場環球飛行的慈善活動。該機駕駛員由創始人克勞狄斯。都尼爾（英语：Claudius Dornier）的曾孫伊倫。都尼爾負責駕駛。後來該機為兒童基金會進行工作，並且在飛行於東南亞航線上面。 （页面存档备份，存于）
- Do 24T-3是一架成列於荷蘭索騰堡（英语：Soesterberg）的荷蘭航空博物館；該機機身繪有荷蘭海軍(Luchtvaartdienst)的圖案，同時該機的狀況極佳隨時皆可以開始飛行。
- Do 24T-3是一架成列於Oberschleißheim德意志博物館底下的德意志航空博物館（英语：Deutsches Museum Flugwerft Schleissheim）。
- Do 24T-3是一架成列於西班牙馬德里市Cuatro Vientos（英语：Cuatro Vientos）的航空博物館。

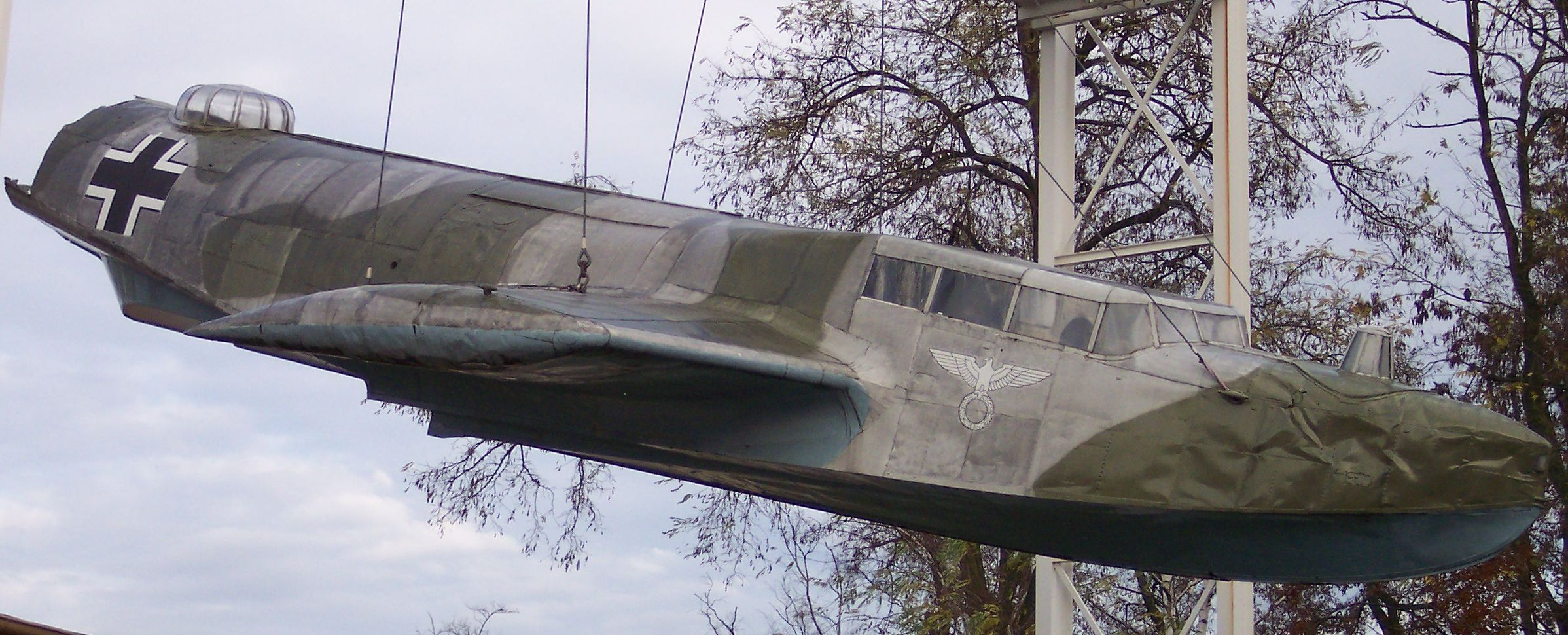
Dornier Do 24 forward fuselage remnant with sponson on display at the Technikmuseum Speyer, recovered from Lake Muritz.

## 主要性能參數 (Do 24)
基本信息
- 机组：3+

性能
武器

- 1 × 20 mm MG 151機砲
- 2 × 7.92 mm (.312 in) MG 15機槍s
- 12 × 50 kg (110 lb) bombs

## 外部連結
- Do-24ATT World Tour - An Iren Dornier Project（页面存档备份，存于）
- Dornier Do 24 & Do 24ATT Detailed specs at flugzeuginfo.net（页面存档备份，存于）
- Site dedicated to the Do 24（页面存档备份，存于）
- photos and documents about Do-24 in Rio de Janeiro, Brazil, March, 2006
- Article in 'Kölner Stadt Anzeiger' showing three photos of the Do-24 in flight on May 20, 2006 (German)Archive.today的存檔，存档日期2012-12-08
- UNICEF article describing the mission of the Do-24 ATT（页面存档备份，存于）
- Dornier Do-24 by Hydravore.com (French)
- Do 24 in Oberschleißheim
- Complete list of surviving Do 24 (and other Dornier)aircraft and fragments（页面存档备份，存于）